# アンネレス (小惑星)
アンネレス (3664 Anneres) は小惑星帯の小惑星。パロマー天文台のトム・ゲーレルスとライデン天文台のファン・ハウテン夫妻が発見した。
天文学者ルッツ・D・シュマーデルの妻、アンナ・テレジア・シュマーデル (Anna Theresia Schmadel) に因んで名付けられた。